# Assemblée d'Irlande du Nord (1982)

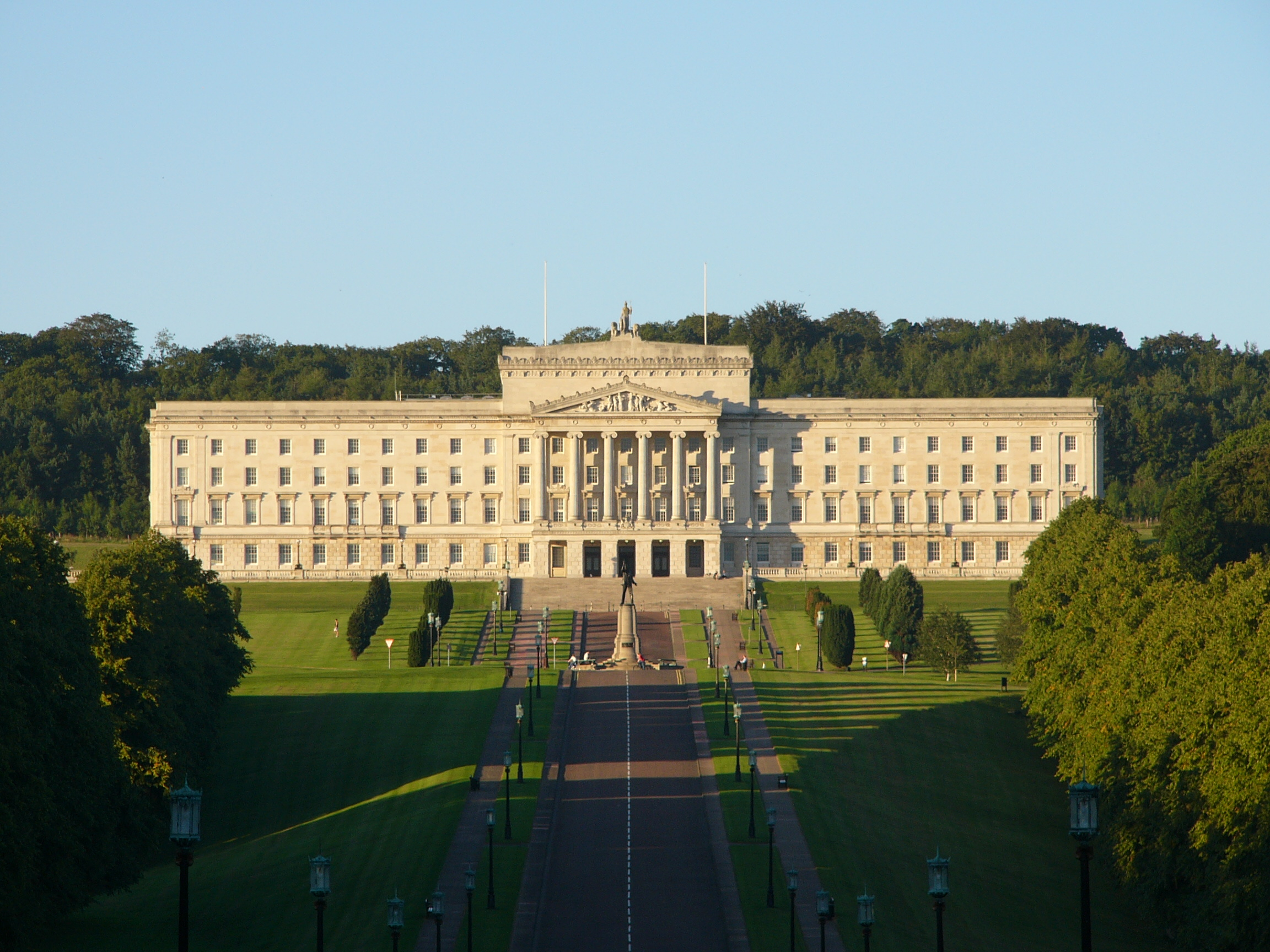
Palais de Stormont, siège de l'Assemblée d'Irlande du Nord, puis de l'actuelle Assemblée nord-irlandaise

L'Assemblée d'Irlande du Nord, créée en 1982, représente une tentative finalement infructueuse de rétablir la dévolution en Irlande du Nord qui a été suspendue 10 ans auparavant. L'Assemblée est abolie en 1986.

## Origine
Cette assemblée voit le jour à la suite d'initiatives des Secrétaires d'État de l'époque, Humphrey Atkins et James Prior. La première étape de ce processus est un livre blanc intitulé The Government of Northern Ireland: A Working Paper for a Conference, publié le 20 novembre 1979. Il a établi une conférence à laquelle participent l'année suivante le Parti unioniste démocrate, le Parti de l'Alliance d'Irlande du Nord et le Parti social-démocrate et travailliste. (L'UUP refuse de s'impliquer en signe de protestation contre une décision d'autoriser des discussions sur une dimension irlandaise, discussions que le DUP a également boycottées.) Les discussions entre le DUP, l'Alliance et le SDLP ont lieu entre le 7 janvier et le 24 mars 1980, mais n'aboutissent pas.
En juillet 1980, le gouvernement britannique publie un document intitulé The Government of Northern Ireland: Proposals for Further Discussion qui suggère la création d'une assemblée décentralisée, avec partage du pouvoir obligatoire ou règle de la majorité. L'idée du partage du pouvoir s’avère inacceptable pour les unionistes, tandis que les nationalistes et le parti de l'Alliance hésitent à revenir au modèle de la règle de la majorité. En conséquence, le 27 novembre 1980, Humphrey Atkins déclare à la Chambre des communes qu'il y a peu de chances de voir un gouvernement décentralisé en Irlande du Nord en raison d'un manque de consensus entre les partis.
L'année 1981 étant dominée par les grèves de la faim et la question des prisons, les initiatives constitutionnelles laissent placeaux questions de sécurité. Cependant, le 5 avril 1982, le successeur d'Atkins, James Prior, publie un livre blanc Northern Ireland: A Framework for Devolution qui propose ce que l'on appelle une dévolution partielle ou continue. En vertu des propositions, une assemblée de 78 membres serait élue au scrutin proportionnel au moyen du vote unique transférable comme en 1973. Le rôle de l'Assemblée ne serait dans un premier temps que d'examiner les départements ministériels, le Livre blanc indiquant que son rôle serait « consultatif et délibératif, y compris l'examen des projets de loi et la présentation de rapports et de recommandations au secrétaire d'État qu'il soumettra au Parlement. » Un exécutif serait formé et ne compterait pas plus de 13 membres.
Toutefois, des pouvoirs peuvent être progressivement transférés à l'Assemblée si 70% des membres de l'Assemblée en conviennent. Ces pouvoirs sont retransmis au Secrétaire d'État si ce consentement est retiré ultérieurement. En outre, certaines fonctions, telles que la loi et l'ordre, restent du ressort du secrétaire d'État, même si la déconcentration est totale. Les questions transfrontalières restent la prérogative du Parlement de Westminster.